# Xã South Fayette, Quận Allegheny, Pennsylvania
Xã South Fayette (tiếng Anh: South Fayette Township) là một xã thuộc quận Allegheny, tiểu bang Pennsylvania, Hoa Kỳ. Năm 2010, dân số của xã này là 14.416 người.